# Kornhausbrücke (Hamburg)

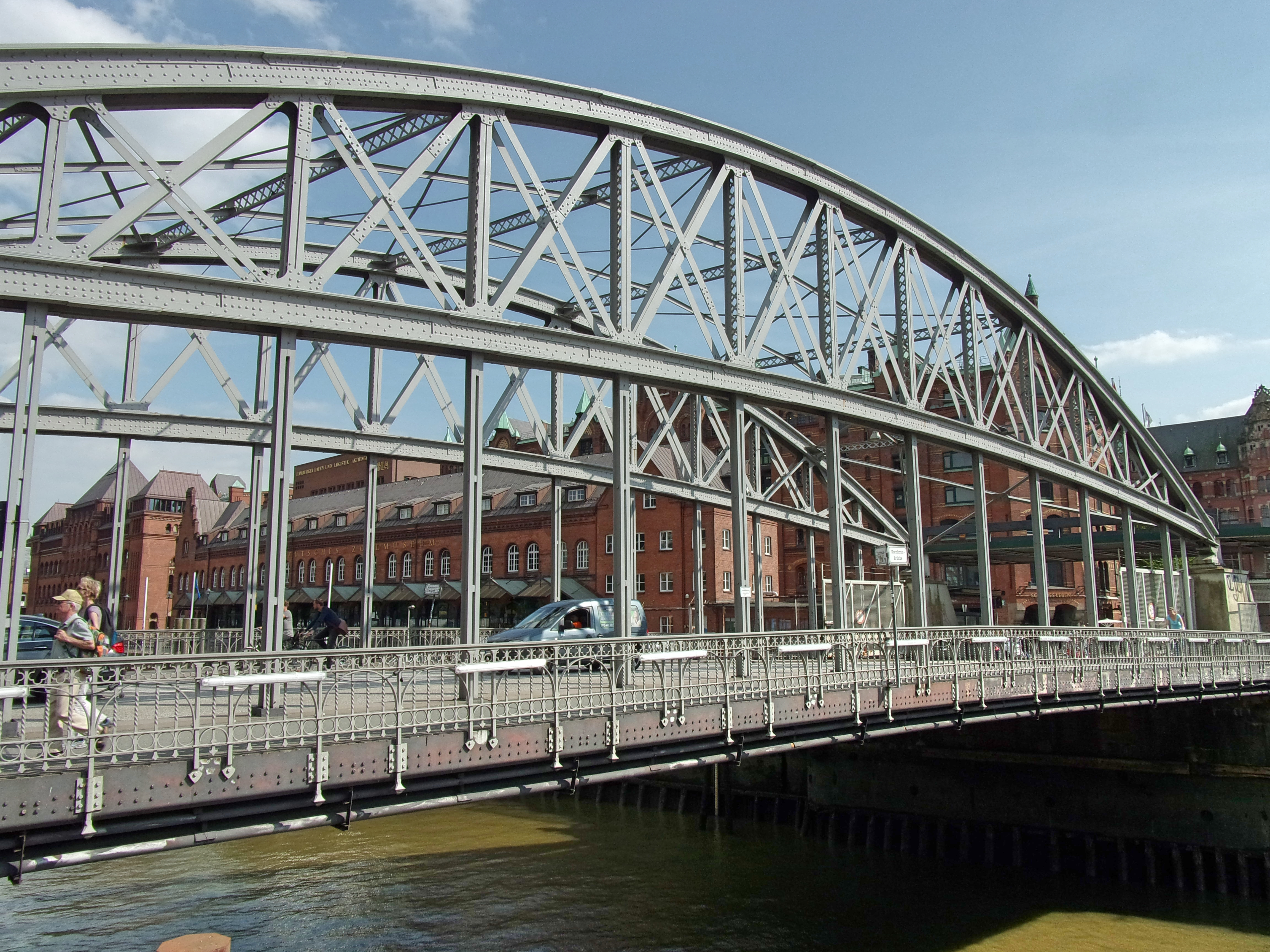
Die Kornhausbrücke

 Die Kornhausbrücke ist eine denkmalgeschützte Straßenbrücke im Hamburger Stadtteil HafenCity und führt in Verlängerung der Brandstwiete über den Zollkanal. Die Kornhausbrücke wurde im Zuge des Ausbaus der Speicherstadt im Jahr 1888 errichtet und verbindet diese mit der Hamburger Altstadt.

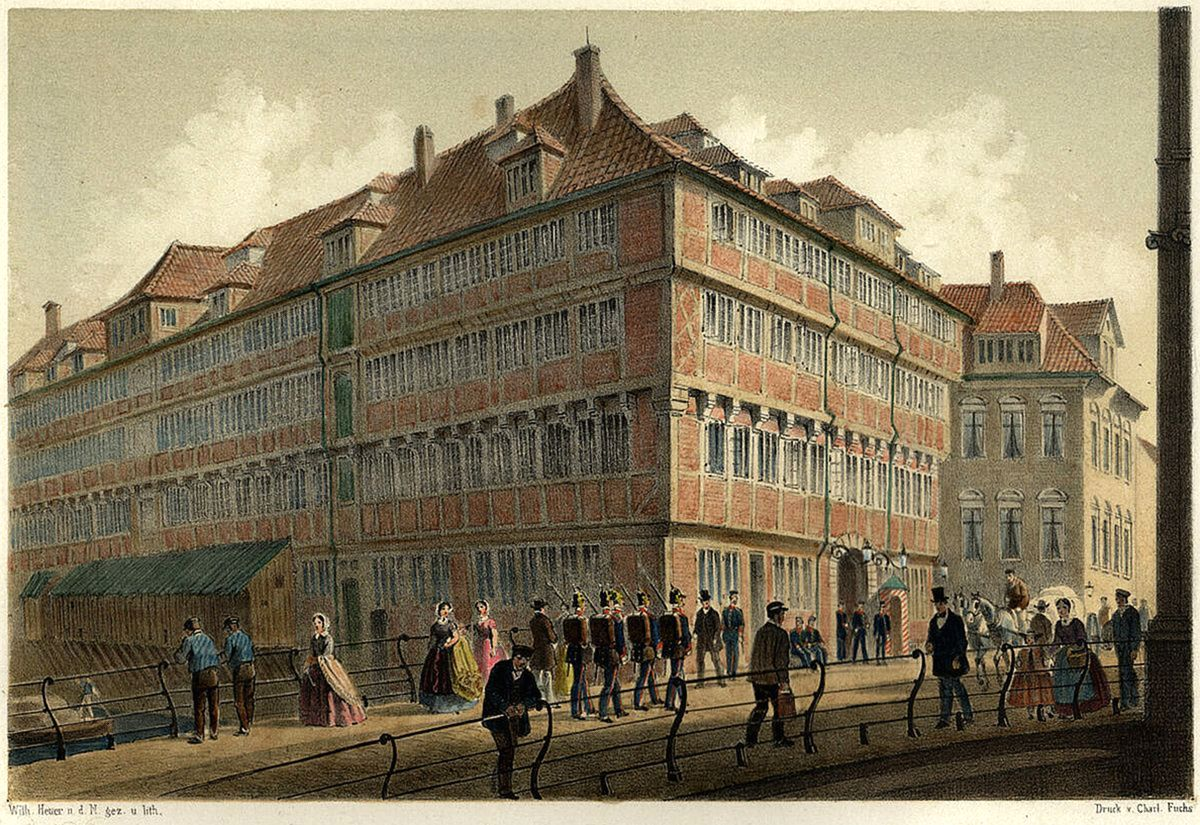
Das namensgebende Kornhaus auf dem Wandrahm, Lithografie von Wilhelm Heuer 1862

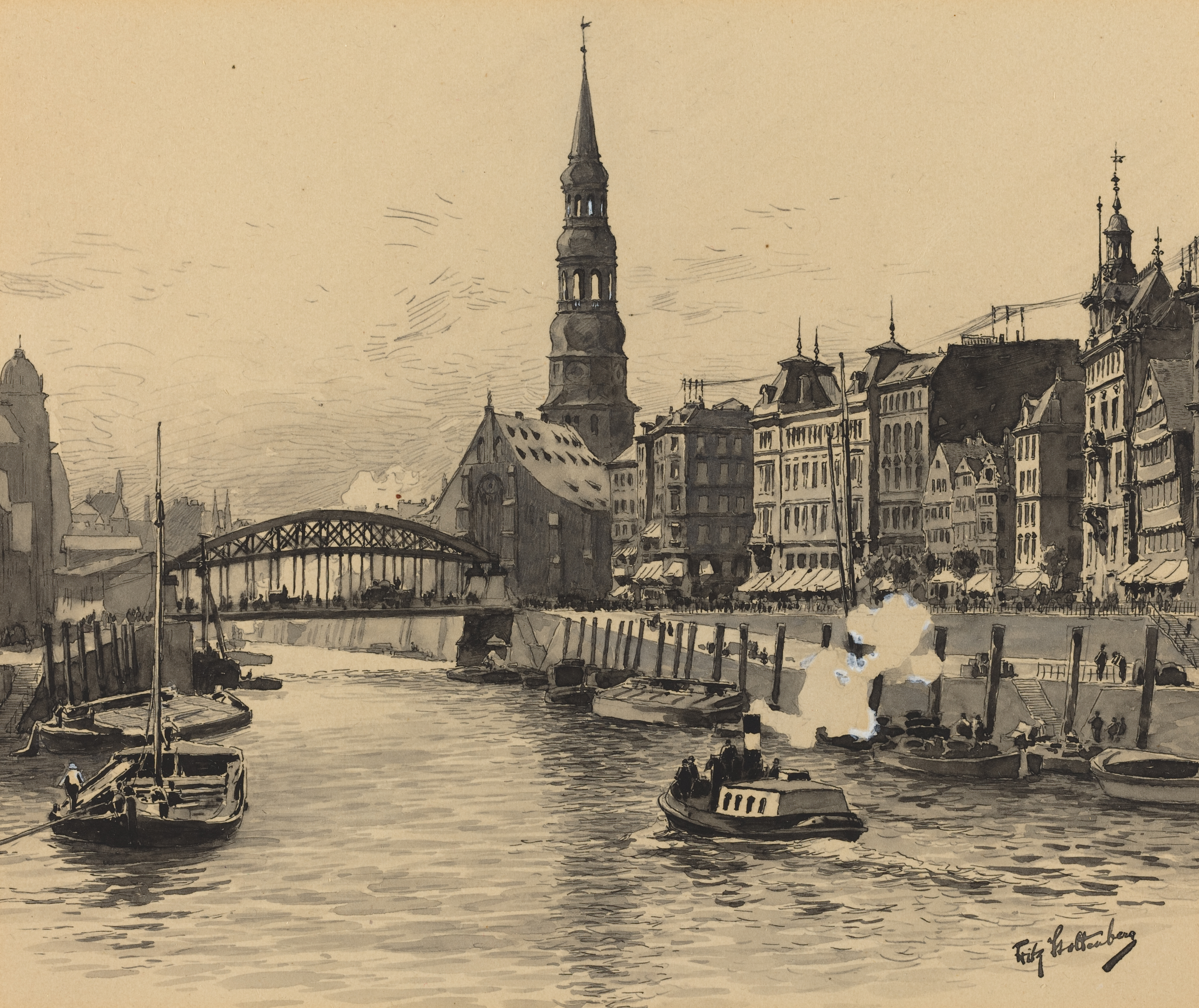
Die Kornhausbrücke in 1893 auf einem Aquarell von Fritz Stoltenberg

Die Kornhausbrücke ist in Anlehnung an das städtische Kornhaus benannt, das im Jahr 1661 durch Stadtbaumeister Hans Hamelau errichtet wurde und bis 1871 auf dem Wandrahm stand. Hier wurden ursprünglich Getreidevorräte gelagert für den Fall einer Belagerung, aber auch zur Regulierung des Marktpreises. Das Kornhaus diente während der Franzosenzeit als Militärlazarett, später als Kaserne des Hanseatischen Infanterieregiment „Hamburg“, die sogenannten „76er“, und wurde nach dem Deutsch-Französischen Krieg abgerissen.

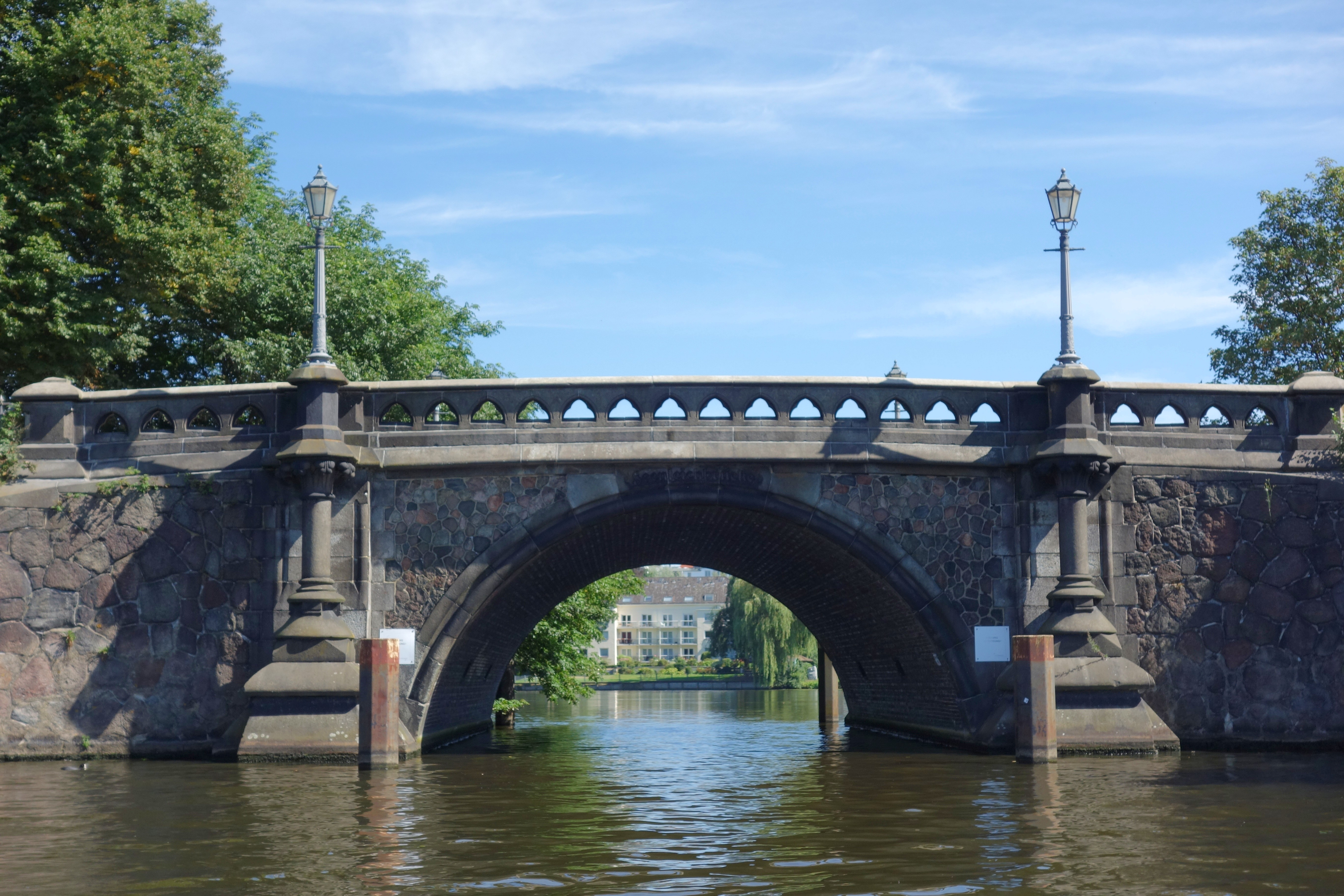
Die Säulen links und rechts des Brückenbogens sowie das Geländer der Feenteichbrücke stammen von der ehemaligen Kornhausbrücke

Im Zuge der Errichtung der Speicherstadt ab 1885 unter Oberingenieur Franz Andreas Meyer veränderten sich bestehende Wasserstraßen und ebenso der Anspruch an den Brückenbau. Um Zeit zu sparen, wurden die Brücken in einem vereinheitlichen Bausystem errichtet. Hierbei wurde die Fahrbahn möglichst flach gehalten und auf Rundbögen sowie auf Stützpfeiler verzichtet, um den Schiffsverkehr nicht zu behindern. Die Brücken der Speicherstadt waren integraler Bestandteil des zugrunde liegenden Konzepts des neuen Stadtteils, dessen Speicher sowohl vom Lande als auch vom Wasser her erreichbar sein sollten. Hier wurde der Warenverkehr durch die typischen Hamburger Schuten gewährleistet, die entweder gestakt oder von Schleppern gezogen wurden, die eine entsprechende Durchfahrtshöhe benötigten. Bei den neuen Brücken der Speicherstadt handelte es sich also im Ergebnis um flache Eisenkonstruktionen, deren tragende Elemente sich oftmals oberhalb der Fahrbahn befanden, während die aus Mauerwerk und Naturstein bestehenden alten Brücken weichen mussten. Als die erst im Jahr 1872 errichtete vormalige Kornhausbrücke somit im Jahr 1884 abgerissen wurde, fanden einige Bauteile bei der Errichtung der Feenteichbrücke Verwendung.  Die granitene Brüstung der Feenteichbrücke sowie die vier Säulen, die sich links und rechts der Brückenpfeiler befinden und von denen jede eine Laterne trägt, stammen von der ehemaligen Kornhausbrücke.
Die neue Kornhausbrücke hat eine Spannweite von 44,8 Metern und weist mit ihrer vergleichsweise dünnen Aufhängung eine bauliche Besonderheit auf. Das tragende eiserne Rahmengestell wurde auf Granitsockeln gelegt und hält die Fahrbahn über dünne Zugstangen. Hierdurch sollte eine Aussicht auf das Fleet gewährleistet und ein einfacher Wechsel zwischen Fahrbahn und Fußgängerweg ermöglicht werden. Die Fahrbahnträger wurden im Laufe der Jahre als Reaktion auf den zunehmenden Fahrzeugverkehr nach und nach verstärkt. Als einzige der neuen Zollkanal-Brücken hatte die Kornhausbrücke keine historisierenden Torbauten, stattdessen standen auf jeder Brückenseite zwei überlebensgroße Statuen aus rotem Sandstein, die berühmte Seefahrer und Entdecker darstellen: Christoph Columbus (Entwurf: Carl Börner) und Vasco da Gama (Hermann Hosaeus) auf der Altstadt-Seite sowie die im Zweiten Weltkrieg zerstörten Standbilder von James Cook (August Herzig) und Ferdinand Magellan (Xaver Arnold) auf der Speicherstadt-Seite. Die beiden erhaltenen Statuen wurden 2007 aus Spendenmitteln des Denkmalvereins Hamburg restauriert.
Die Kornhausbrücke ist mit der ID-Nummer 11886 als Denkmal von der Hamburger Behörde für Kultur und Medien erfasst.